# Tauriphila australis
Tauriphila australis – gatunek ważki z rodziny ważkowatych (Libellulidae).

## Taksonomia
Gatunek opisany został w 1867 roku przez Hermanna Augusta Hagena jako Tramea australis.

## Opis

### Owad dorosły
Ciało długości około 43 mm, w tym odwłok około 29 mm. Tylne skrzydło 36 mm długie. W widoku grzbietowym górne przydatki analne samca prawie równoległe, a w bocznym ich górna powierzchnia prawie prosta. Ząbki zajmują około 4/5 ich brzusznej strony.

### Larwa
Na każdym segmencie odwłoka od trzeciego do ósmego obecny środkowo-grzbietowy hak, którego wielkość rośnie wraz z kolejnymi segmentami. Boczny kolec na ósmym segmencie w ¾ tak długi jak segment, a ten na dziewiątym dwa razy dłuższy niż długość dziewiątego segmentu mierzona przez środek grzbietu.

## Rozprzestrzenienie
Gatunek neotropikalny, znany z Florydy, Meksyku, Wielkich Antyli (w tym Kuby i Dominikany), Ameryki Centralnej, Trynidadu, Kolumbii, Wenezueli, Surinamu, Gujany Francuskiej, brazylijskiego stanu Mato Grosso, Peru, Ekwadoru, Boliwii i Paragwaju.